# Bojczewi kolibi
Bojczewi kolibi (bułg. Бойчеви колиби) – wieś w środkowej Bułgarii, w obwodzie Wielkie Tyrnowo, w gminie Wielkie Tyrnowo. Wieś obecnie jest niezamieszkana.